# Barbara Gentikow
Barbara Gentikow (* 12. März 1944 in Bärwalde in der Neumark; † 4. Mai 2014 in Bergen, Norwegen) war eine deutsche Skandinavistin, die seit Ende der 1970er-Jahre in Skandinavien forschte und lehrte. Zuletzt war sie Professorin für Medienwissenschaft an der Universität Bergen.

## Leben

### Ausbildung
Barbara Gentikow wuchs nach dem Ende des Zweiten Weltkrieges in Schleswig-Holstein auf. Nach dem Abitur am Staatlichen Gymnasium in Niebüll begann sie ein Studium der Medizin an der Universität Kiel, wechselte dann auf Pädagogik und Psychologie an der Universität Hamburg und schließlich zu den Fächern Germanistik und Romanistik. Nach der Zwischenprüfung kehrte sie nach Kiel zurück, um zusätzlich Skandinavistik zu studieren. Als wissenschaftliche Hilfskraft im „Sonderforschungsbereich Skandinavien- und Ostseeforschung“ arbeitete sie an einer „Bibliographie der Schriften zu den literarischen, historischen und kulturgeschichtlichen Wechselbeziehungen“ zwischen skandinavischer und deutscher Literatur. Mit der Unterstützung zweier Stipendien des DAAD und des
norwegischen Staates konnte sie 1972 promovieren. Ihre Dissertation über norwegische Literatur erschien 1974 in norwegischer Sprache.

### Politische Betätigung
Barbara Gentikow war Mitglied des Kommunistischen Bundes Westdeutschland (KBW). In ihren Artikeln und Literaturbesprechungen für die Kommunistische Volkszeitung (KVZ) und Kommunismus und Klassenkampf (KuK) vertrat sie eine dogmatische Haltung in Fragen der Kultur und Kunst, die sie allerdings in der Auflösungsphase nach der Spaltung des KBW ab 1981 revidierte.

### Beruf
Ende der siebziger Jahre wechselte Barbara Gentikow an die Universität Aarhus, wo sie 1993 nochmals mit einer Arbeit über ein medienwissenschaftliches Thema promovierte. Inzwischen war sie dazu übergegangen, hauptsächlich in skandinavischen Sprachen, aus denen sie auch Literatur übersetzt hat, zu publizieren.
Seit den neunziger Jahren war Barbara Gentikow Professorin am Institutt for medienvetenskap an der Universität Bergen. In Norwegen wird sie zu den „bekannten norwegischen Medienwissenschaftlern“ gezählt.

## Schriften
- Moralisten contra Immoralisten; Zur verbotenen und inkriminierten erotischen Literatur Norwegens, Kiel 1972 (Dissertation, enthält einen Lebenslauf)
  - En skitten strøm: samfunnskritikken i den „umoralske“ litteraturen i Norge 1880-1960 [norwegische Übersetzung: Kari Haave], Oslo: Gyldendal 1974 (Fakkel-bøkere; F 287) ISBN 82-05-06412-1
- Skandinavische und deutsche Literatur: Bibliographie der Schriften zu den literarischen, historischen und kulturgeschichtlichen Wechselbeziehungen, Neumünster: Wachholtz 1975 (Skandinavistische Studien; 3) ISBN 3-529-03303-0
- Skandinavien als präkapitalistsche Idylle: Rezeption gesellschaftskritischer Literatur in deutschen Zeitschriften 1870 bis 1914, Neumünster: Wachholtz 1978 (Zur Rezeption skandinavischer Literatur in Deutschland 1870 bis 1914; Teil 3; Skandinavistische Studien; 9) ISBN 3-529-03309-X
- Aneignungen: ausländisches Fernsehen und nationale Kultur, Aarhus: Aarhus Universitets Forlag 1993 (Zweite Dissertation) ISBN 87-7288-408-8